# Вулиця Василя Стуса (Калуш)
Ву́лиця Василя́ Сту́са — внутрішня вулиця в житловому районі Новий Калуш міста Калуша, яка розмежовує 56-й і 57-й мікрорайони. 

## Розташування
Пролягає від вулиці Богдана Хмельницького до перехрестя з вулицями Січових Стрільців і Юрія Литвина. 

## Історія
Одна з вулиць житлової забудови району Новий Калуш для працівників новозбудованих хімічних виробництв Калуша в дусі радянської пропаганди рішенням міськвиконкому №178 17.05.1968 була названа 50-річчя ВЛКСМ. Рішенням першого демократичного скликання міської ради 21.08.1990 перейменована на честь Василя Стуса, на знак вшанування якого на початку вулиці встановлена меморіальна дошка роботи скульптора І. Семака.

## Сьогодення
Сучасна забудова зведена в 60-х-70-х роках XX сторіччя. Наявність продуктового ринку «П’ятачок» створює жителям деякі можливості та певні незручності — спричиняє концентрацію осіб з асоціальною поведінкою.

## Світлини

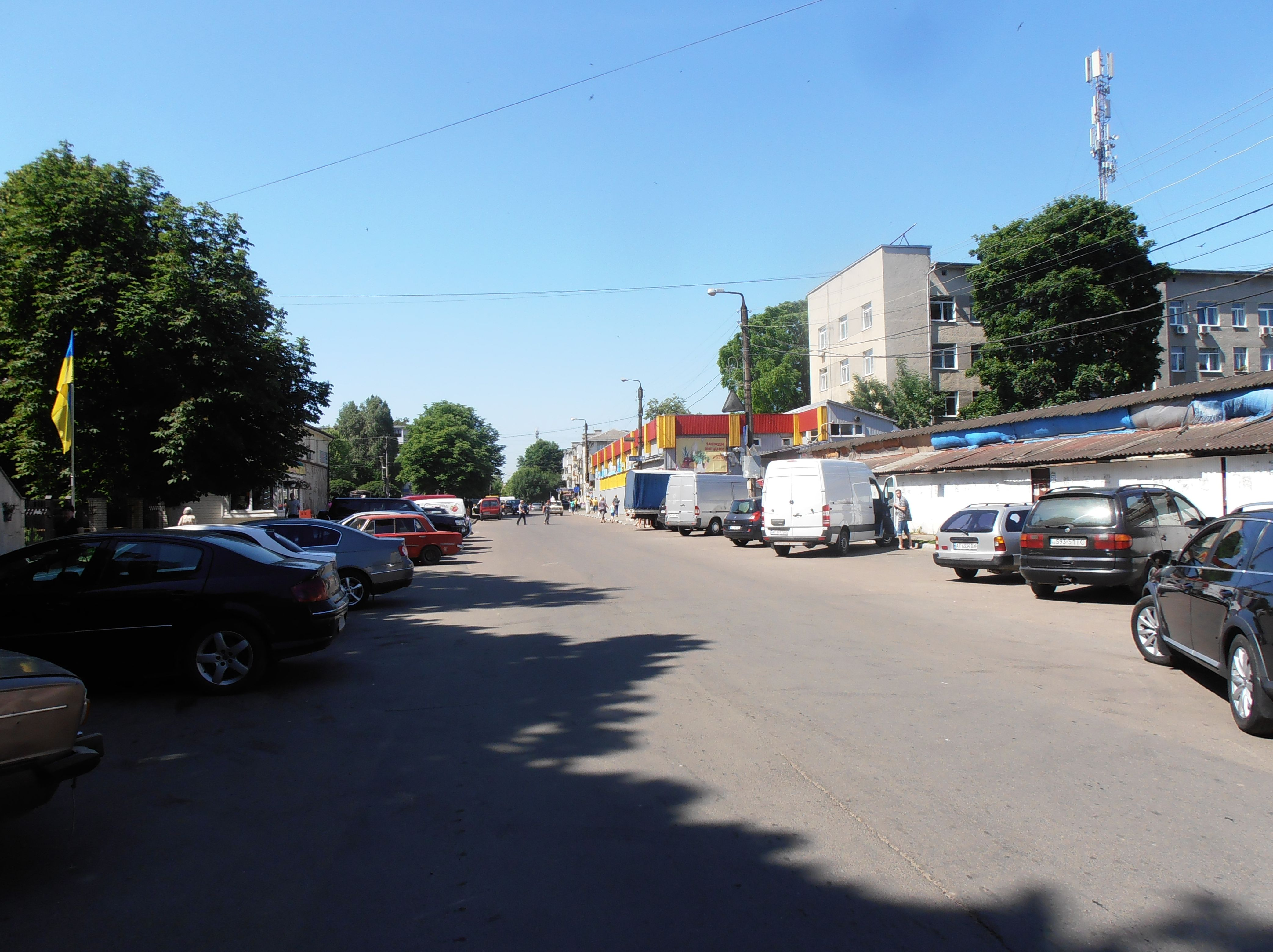
Вид на базар і поліклініку
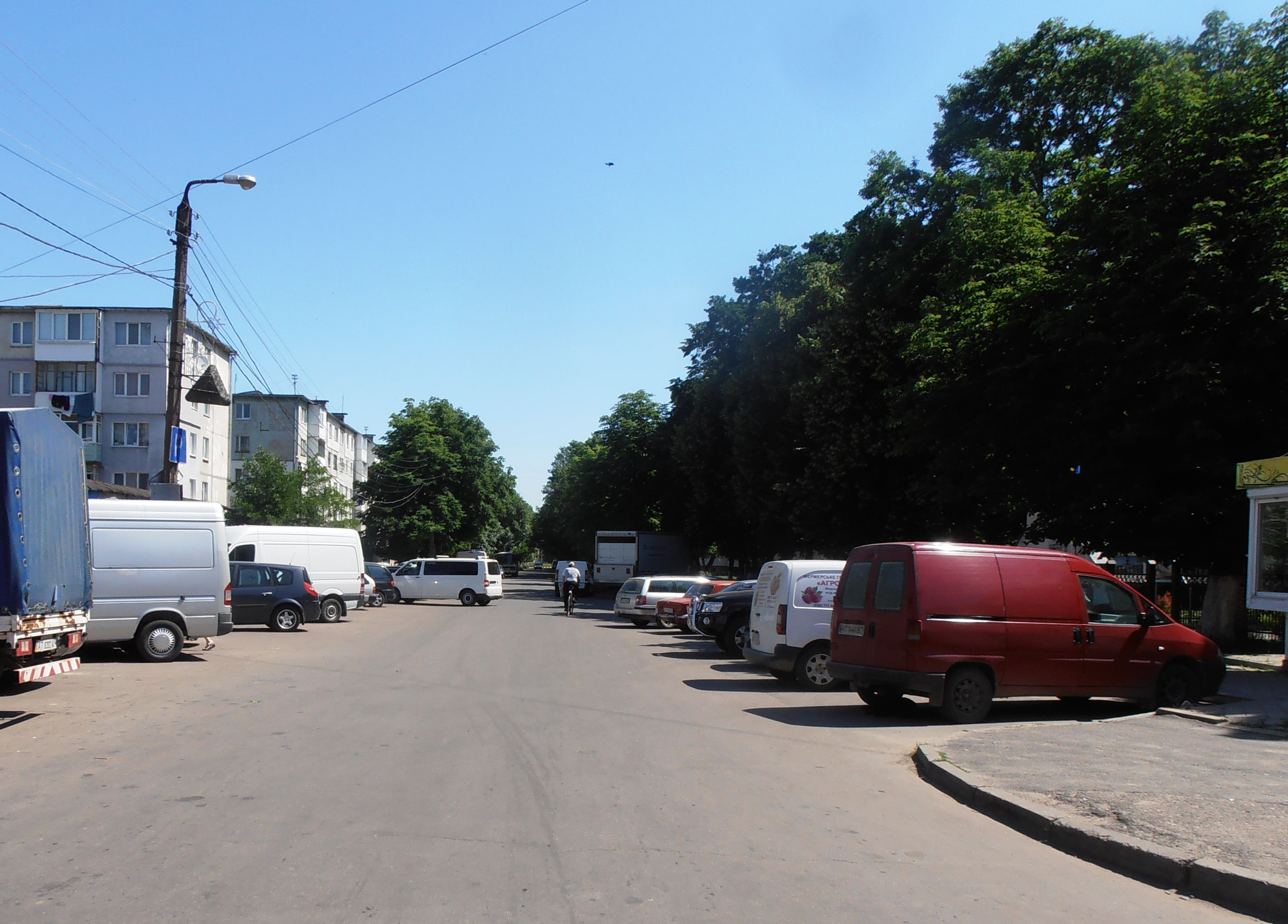
Вулиця Стуса в бік кільця